# Sadder Badder Cooler
Sadder Badder Cooler è un singolo della cantante svedese Tove Lo, pubblicato il 17 luglio 2020 come terzo estratto dalla ristampa del quarto album in studio Sunshine Kitty (Paw Prints Edition).

## Descrizione
Il brano è stato scritto dalla medesima interprete insieme a Max Martin ed Elvira Anderfjärd, e prodotto da quest'ultima. 

## Video musicale
Il video musicale è stato reso disponibile il 22 maggio 2020.

## Tracce
Banx & Ranx Remix
1. Sadder Badder Cooler (Banx & Ranx Remix) – 2:29

MUTO Remix
1. Sadder Badder Cooler (MUTO Remix) – 3:15

Y2K Remix
1. Sadder Badder Cooler (Y2K Remix) – 3:04

King Arthur Remix
1. Sadder Badder Cooler (King Arthur Remix) – 2:55

The Presets Remix
1. Sadder Badder Cooler (The Presets Sunshine Remix) – 3:44
2. Sadder Badder Cooler (The Presets Midnight Remix) – 5:40

CLMD & Skinny Days Remix
1. Sadder Badder Cooler (CLMD & Skinny Days Remix) – 3:48

Liu Remix
1. Sadder Badder Cooler (Liu Remix) – 2:17

## Formazione
Musicisti
- Tove Lo – voce
- Elvira Anderfjärd – cori, batteria, basso, programmazione, programmazione vocale, sintetizzatore

Produzione
- Elvira Anderfjärd – produzione
- Chris Gehringer – mastering
- Michael Ilbert – missaggio